# Coccorchestes mcadami
Coccorchestes mcadami is een spinnensoort uit de familie springspinnen (Salticidae). De soort komt voor in Nieuw-Guinea.